# Werner Reinartz
Werner Josef Reinartz (* 1963 in Langerwehe) ist deutscher Wirtschaftswissenschaftler und seit 2007 Professor für Handel und Kundenmanagement an der Universität zu Köln. Er ist zudem Direktor des Instituts für Handelsforschung (IFH e.V.) und seit 2023 Prorektor für Transfer in die Gesellschaft an der Universität zu Köln.

## Leben
Werner Reinartz studierte Agrarwissenschaften an der Technischen Universität München und schloss 1990 als Diplom-Ingenieur ab. Anschließend sammelte er praktische Erfahrungen im internationalen Vertrieb und Marketing bei dem Unternehmen Lorenz von Ehren in Hamburg.
1994 begann er ein MBA-Studium am Henley Management College in England, das er 1997 abschloss. Sein Promotionsstudium im Fach Marketing absolvierte er von 1995 bis 1999 an der University of Houston in den USA. Seine Dissertation setzte sich empirisch mit dem Thema Customer Lifetime Value auseinander und wurde mehrfach ausgezeichnet, 2001 mit dem Donald R. Lehmann Award, 1999 mit dem John A. Howard Doctoral Dissertation Competition.
Nach seiner Promotion war Reinartz von 1999 bis 2007 am Insead in Fontainebleau, Frankreich tätig, zuletzt als Cora Chaired Professor of Management and Retailing. 2007 wurde er an der Universität zu Köln zum Professor für allgemeine Betriebswirtschaftslehre, Handel und Kundenmanagement berufen und damit gleichzeitig zum Direktor des Institut für Handelsforschung (IFH e.V.), An-Institut der Universität zu Köln. Seit 2023 ist er zudem Prorektor für Transfer in die Gesellschaft an der Universität zu Köln.
Reinartz’ Forschung konzentriert sich auf Marketingstrategie, Handel, Customer-Relationship-Management, Werbewirkung und digitale Transformation. Er zählt zu den meistzitierten Wissenschaftlern im Bereich des CRM und hat zahlreiche Beiträge in führenden Fachzeitschriften veröffentlicht. Seine Arbeiten wurden mit renommierten Forschungspreisen ausgezeichnet, darunter der Mahajan Award 2023 for Lifetime Contributions to Marketing Strategy Research der American Marketing Association. 2014 wurde er als führender Forscher außerhalb der USA hinsichtlich der Zitationen in führenden Marketingjournalen gelistet.
Seit 2017 ist Reinartz Mitherausgeber der Fachzeitschrift International Journal of Research Marketing (IJRM).

## Auszeichnungen (Auswahl)
- 2023 Mahajan Award for Lifetime Contributions to Marketing Strategy Research der American Marketing Association
- 2023 EMAC Distinguished Marketing Scholar Award
- 2021 ISBM-David T. Wilson-Sheth Foundation Award for Long-Term Impact in B2B Marketing
- 2009 Varadarajan Award for Early Career Contributions to Marketing Strategy Research, verliehen von der American Marketing Association

## Werke (Auswahl)
- Reinartz, Werner, Nico Wiegand, and Monika Imschloß (2019), “The Impact of the Digital Transformation on the Retailing Value Chain”, International Journal of Research in Marketing, Vol 36(3).
- Becker, Maren, Nico Wiegand, and Werner Reinartz, (2019), “Does It Pay to Be Real? Understanding Authenticity in TV Advertising”, Journal of Marketing, 83(1), 24–50. [Google Scholar citations: 1; Web of Science citations: 1]
- Lobschat, Lara, Ernst C. Osinga, Werner Reinartz (2017), “What Happens Online Stays Online? – Segment-Specific Online and Offline Effects of Banner Advertisements” Journal of Marketing Research, 54 (6), 901–913.
- Reinartz, Werner and Monika Imschloß (2017), “From Point-of-Sale to Point-of-Need: How Digital Technology Transforms Retailing”, Marketing Intelligence Review, Vol. 9(1), 43–47.
- Ulaga, Wolfgang and Werner Reinartz (2011), “Hybrid Offerings: How Manufacturing Firms Combine Goods and Services Successfully”, Journal of Marketing, 75 (6), 5–23.
- Reinartz, Werner, Michael Haenlein, and Jörg Henseler (2009), “An Empirical Comparison of the Efficacy of Covariance-Based and Variance-Based SEM”, International Journal of Research in Marketing, 26 (2009), 332–344.
- Reinartz, Werner and Wolfgang Ulaga (2008), “How to Sell Services Profitably”, Harvard Business Review, 86 (5), 90–98.
- Kumar, V., Rajkumar Venkatesan, and Werner Reinartz (2006), “Knowing What to Sell, When, and to Whom”, Harvard Business Review, 84 (3) March, 131–137.
- Reinartz, Werner, Jacquelyn Thomas, and V. Kumar (2005), “Balancing Acquisition and Retention Resources to Maximize Customer Profitability”, Journal of Marketing, 69 (January), 63–79.
- Reinartz, Werner, Manfred Krafft, and Wayne Hoyer (2004), “The CRM Process: Its Measurement and Impact on Performance”, Journal of Marketing Research 41 (August), 293–305.
- Zeng, Ming and Werner Reinartz (2003), “Beyond Online Search: The Road to Profitability”, California Management Review, 45 Winter, 107–130.
- Reinartz, Werner and V. Kumar (2003), “The Impact of Customer Relationship Characteristics on Profitable Lifetime Duration”, Journal of Marketing, 67 (January), 77–99.
- Reinartz, Werner and V. Kumar (2002), “The Mismanagement of Customer Loyalty”, Harvard Business Review, 80 (July), 86–94.
- Reinartz, Werner and V. Kumar (2000), “On the Profitability of Long-Life Customers in a Noncontractual Setting: An Empirical Investigation and Implications for Marketing”, Journal of Marketing, 64 (4), October, 17–35.